# Yorozuhatahime
Yorozuhatahime bzw. Yorozuhata Toyoakitsushihime no mikoto (jap. ヨロズハタ〔トヨアキツシ〕ヒメ, Kojiki: 万幡豊秋津師比売命; Nihonshoki: 万幡豊秋津媛命、万幡姫; Karl Florenz übersetzt mit „Myriaden Webstühle Üppige-Libellen-Insel-Prinzessin“) ist in der Mythologie des Shintō eine Tochter von Takamimusubi, Ehefrau von Ame-no-oshi-ho-mimi (mit dem sie einer alternativen Version des Nihonshoki zufolge von Amaterasu vermählt wurde) und Mutter von Ninigi. 
In den verschiedenen Versionen der mythologischen Urtexte sind Titel und Name von Yorozuhatahime nicht eindeutig, es treten viele verschiedene Versionen auf (siehe unten). Alle beziehen sich aber in irgendeiner Weise auf Kleidung, das Weben oder reiche Ernte. Die Konfusion über ihre Identität und Stellung reicht in einer Nihonshoki-Version so weit, dass sie Ninigi ehelicht und mit ihm Ninigi selbst zeugt. 
Besondere Bedeutung kommt ihr im Grunde nur durch ihre Stellung als familiäres Bindeglied zwischen Takamimusubi und Amaterasu zu, wodurch sie zu einer der Ahnen des japanischen Kaiserhauses wird. In den mythologischen Texten findet sie fast nicht Erwähnung. Dennoch wird sie als Kami verehrt, so z. B. im Okayama Ise-jinja. Im Ise-jingū kommt ihr die Ehre zu, den Naikū mit Amaterasu höchstselbst zu teilen.

## Namen
Verschiedene Namensvarianten von Yorozuhatahime sind u. a.:
Yorozu-hata-hime-ko-dama-yori-hime-no-mikoto
Yorozu-hata-toyo-aki-dzu[-shi]-hime-no-mikoto
Ame-yorodzu-taku-hata-chi-hata-hime
Ata-tsu-hime
Honoto-hata-hime-ko-chi-chi-hime-no-mikoto
Katsu-no-haya-hi-no-mikoto
Taku-hata-chi-chi-hime-no-mikoto